# Яньчан
Яньча́н (кит. упр. 延长, пиньинь Yáncháng, буквально: «долго течёт река Яньшуй [прежде чем впадает в Хуанхэ]») — уезд городского округа Яньань провинции Шэньси (КНР).

## История
В эпоху Чжоу эти места были зоной миграции чжоусцев, а затем здесь поселились ди. В эпоху Вёсен и Осеней эти места вошли в состав царства Цзинь, а после того, как три семьи разделили Цзинь — оказались в составе царства Вэй. Впоследствии царство Вэй было завоёвано царством Цинь, создавшим в итоге первую в истории Китая централизованную империю. В империи Цинь эти места входили в состав уезда Гаону (高奴县).
После того, как Сян Юй сверг империю Цинь, он разделил земли современной провинции Шэньси между тремя своими соратниками, которых сделал князьями. Дун И стал Ди-ваном (翟王) и получил северные земли. Лю Бан, создав империю Хань, ликвидировал созданные Сян Юем княжества, и в этих местах вновь появился уезд Гаону. Во времена диктатуры Ван Мана он был переименован в Пинли, но при империи Восточная Хань уезду было возвращено прежнее название. В 189 году эти места были захвачены гуннами, и надолго перешли под власть кочевников.
Во второй половине IV века эти места вошли в состав государства Ранняя Цинь, объединившего почти весь северный Китай, а затем — в состав государства Поздняя Цинь. В 407 году гунны создали здесь государство Великое Ся. В 427 году эту территорию захватили войска Северной Вэй, и в 431 году здесь был образован уезд Гуанъань (广安县). При империи Западная Вэй из уезда Гуанъань был выделен уезд Исян (义乡县). При империи Северная Чжоу в 577 году из смежных территорий уездов Юньянь (云岩县) и Фэньчуань (汾川县) был образован уезд Мэньшань (门山县).
При империи Суй в 601 году из-за практики табу на имена, чтобы избежать использования иероглифа «гуан», входившего в имя наследника престола Ян Гуана, уезд Гуанъань был переименован в Яньань (延安县). В 605 году уезд Исян был присоединён к уезду Яньань, а уезд Мэньшань — к уезду Фэньчуань.
После образования империи Тан в 619 году были созданы уезды Исян и Цимин (齐明县), а в 620 году из уезда Фэньчуань был вновь выделен уезд Мэньшань. В 628 году уезды Исян и Цимин были опять расформированы. В 764 году уезд Яньань был переименован в Яньчан.
После монгольского завоевания уезд Мэньшань был в 1269 году присоединён к уезду Ичуань (宜川县).
С 1935 года в этих местах появились войска коммунистов, которые начали создавать собственные органы управления. В декабре 1936 года 6-й район уезда Яньчан был объединён с уездом Хунцюань (红泉县) в уезд Хунъи (红宜县). В июле 1937 года уезд Хунъи был переименован в Гулинь (固临县). В августе 1948 года на стыке уездов Яньань и Гулинь был образован уезд Линьчжэнь (临镇县), а сам уезд Гулинь был расформирован. В феврале 1949 года уезд Линчьжэнь был расформирован, а его территория — разделена между уездами Яньань и Яньчан.
В 1950 году был создан Специальный район Яньань (延安专区), и уезд вошёл в его состав. В 1958 году уезд Яньчуань был присоединён к уезду Яньчан, но в 1961 году был воссоздан. В 1969 году Специальный район Яньань был переименован в округ Яньань (延安地区). В 1996 году постановлением Госсовета КНР были расформированы округ Яньань и город Яньань, и образован городской округ Яньань.

## Административное деление
Уезд делится на 1 уличный комитет и 7 посёлков.

## Транспорт
В 2021 году открыто движение по скоростному шоссе Яньчан — Хуанлун.